# Llista de monuments de les Masies de Voltregà
Llista de monuments de les Masies de Voltregà inclosos en l'Inventari del Patrimoni Arquitectònic Català pel municipi de les Masies de Voltregà (Osona). Inclou els inscrits en el Registre de Béns Culturals d'Interès Nacional (BCIN) amb la classificació de monuments històrics, els Béns Culturals d'Interès Local (BCIL) de caràcter immoble i la resta de béns arquitectònics integrants del patrimoni cultural català.
| Monument                                    | Protecció    | Estil/època                                     | Localització                                                                                 | Coordenades                                          | Codi?         | Imatge |
| ------------------------------------------- | ------------ | ----------------------------------------------- | -------------------------------------------------------------------------------------------- | ---------------------------------------------------- | ------------- | --- |
| Castell de Voltregà, o Sant Martí Xic       | BCIN 1034-MH | Romànic X-XI                                    | Les Masies de Voltregà El Pou                                                                | 42° 00′ 39″ N, 2° 12′ 22″ E / 42.010767°N,2.206141°E | RI-51-0005534 | Castell de Voltregà (les Masies de Voltregà) · Vegeu més fotos d'aquest monument · Carregueu una nova foto d'aquest monument                         |
| Conanglell                                  | BCIN 1035-MH | Obra popular XII, XIX                           | Les Masies de Voltregà                                                                       | 42° 02′ 47″ N, 2° 14′ 45″ E / 42.046322°N,2.245851°E | RI-51-0005535 | Conanglell (les Masies de Voltregà) · Vegeu més fotos d'aquest monument · Carregueu una nova foto d'aquest monument                                  |
| Despujol                                    | BCIN 1036-MH | Obra popular XVII-XIX                           | Les Masies de Voltregà Ctra. de Vinyoles                                                     | 42° 00′ 45″ N, 2° 15′ 01″ E / 42.012607°N,2.250159°E | RI-51-0005536 | Despujol (les Masies de Voltregà) · Vegeu més fotos d'aquest monument · Carregueu una nova foto d'aquest monument                                    |
| Santuari de la Mare de Déu de la Gleva      | BCIL 1999    | Barroc XVIII                                    | Les Masies de Voltregà Pl. del Santuari                                                      | 42° 00′ 13″ N, 2° 14′ 28″ E / 42.003528°N,2.241079°E | IPA-17796     | Santuari de la Mare de Déu de la Gleva (les Masies de Voltregà) · Vegeu més fotos d'aquest monument · Carregueu una nova foto d'aquest monument      |
| Gallifa                                     |              | Neoclassicisme, modernisme XVI, XVII-XVIII, XIX | Les Masies de Voltregà                                                                       | 42° 01′ 32″ N, 2° 14′ 47″ E / 42.02553°N,2.24651°E   | IPA-23063     | Carregueu una nova foto d'aquest monument |
| El Pou                                      |              | Obra popular XVI, XVII                          | Les Masies de Voltregà Ctra. BV-4608, km 15                                                  | 42° 00′ 51″ N, 2° 13′ 04″ E / 42.01419°N,2.21773°E   | IPA-23064     | Carregueu una nova foto d'aquest monument |
| Quintanes                                   |              | Obra popular XVIII                              | Les Masies de Voltregà Ctra. BV-4608, km 16                                                  | 42° 02′ 05″ N, 2° 12′ 23″ E / 42.03466°N,2.20637°E   | IPA-23065     | Quintanes (les Masies de Voltregà) · Vegeu més fotos d'aquest monument · Carregueu una nova foto d'aquest monument                                   |
| Serratosa                                   |              | Obra popular XVI, XVIII-XIX, XX                 | Les Masies de Voltregà Ctra. BV-4608, km 15                                                  | 42° 01′ 16″ N, 2° 13′ 02″ E / 42.02099°N,2.21733°E   | IPA-23069     | Serratosa (les Masies de Voltregà) · Vegeu més fotos d'aquest monument · Carregueu una nova foto d'aquest monument                                   |
| Capella de Santa Bàrbara de Conanglell      |              | Historicisme XIX                                | Les Masies de Voltregà Ctra. BV-5225 Vinyoles a Torelló                                      | 42° 02′ 39″ N, 2° 14′ 45″ E / 42.04430°N,2.24583°E   | IPA-23071     | Capella de Santa Bàrbara de Conanglell (les Masies de Voltregà) · Vegeu més fotos d'aquest monument · Carregueu una nova foto d'aquest monument      |
| Mas Ordeix                                  |              | Eclecticisme XVII-XVIII, XX                     | Les Masies de Voltregà La Farga Lacambra                                                     | 42° 02′ 14″ N, 2° 14′ 12″ E / 42.03730°N,2.23656°E   | IPA-23073     | Mas Ordeix (les Masies de Voltregà) · Vegeu més fotos d'aquest monument · Carregueu una nova foto d'aquest monument                                  |
| Capella de Sant Francesc de Paula           |              | Neoclassicisme XIX                              | Les Masies de Voltregà La Farga Lacambra                                                     | 42° 02′ 13″ N, 2° 14′ 21″ E / 42.03690°N,2.23930°E   | IPA-23074     | Carregueu una nova foto d'aquest monument |
| Capella de Sant Miquel d'Ordeig             |              | Romànic XII, XVII                               | Les Masies de Voltregà Sant Miquel d'Ordeig                                                  | 42° 02′ 07″ N, 2° 13′ 18″ E / 42.03536°N,2.22177°E   | IPA-23076     | Capella de Sant Miquel d'Ordeig (les Masies de Voltregà) · Vegeu més fotos d'aquest monument · Carregueu una nova foto d'aquest monument             |
| Cornelles                                   |              | Obra popular XVIII-XX                           | Les Masies de Voltregà Sant Miquel d'Ordeig                                                  | 42° 01′ 59″ N, 2° 12′ 57″ E / 42.03305°N,2.21571°E   | IPA-23077     | Carregueu una nova foto d'aquest monument |
| La Sala                                     |              | Obra popular XVIII                              | Les Masies de Voltregà Sant Miquel d'Ordeig                                                  | 42° 02′ 08″ N, 2° 13′ 16″ E / 42.03544°N,2.22118°E   | IPA-23078     | Carregueu una nova foto d'aquest monument |
| Església de Sant Esteve de Vinyoles         |              | Darreres tendències XX                          | Les Masies de Voltregà C. Major, Vinyoles d'Orís                                             | 42° 02′ 27″ N, 2° 13′ 50″ E / 42.04073°N,2.23052°E   | IPA-23080     | Església de Sant Esteve de Vinyoles (les Masies de Voltregà) · Vegeu més fotos d'aquest monument · Carregueu una nova foto d'aquest monument         |
| El Pont de la Gleva                         |              | Monumentalisme academicista XX                  | Les Masies de Voltregà Ctra. BV-4608, la Gleva                                               | 42° 00′ 09″ N, 2° 14′ 36″ E / 42.00262°N,2.24325°E   | IPA-23081     | El Pont de la Gleva (les Masies de Voltregà) · Vegeu més fotos d'aquest monument · Carregueu una nova foto d'aquest monument                         |
| El Rebost                                   |              | Obra popular XVIII                              | Les Masies de Voltregà C. Marquès de Palmerola, 11-13, la Gleva                              | 42° 00′ 12″ N, 2° 14′ 25″ E / 42.00334°N,2.24014°E   | IPA-23082     | El Rebost (les Masies de Voltregà) · Vegeu més fotos d'aquest monument · Carregueu una nova foto d'aquest monument                                   |
| Renart                                      |              | Obra popular XVIII                              | Les Masies de Voltregà C. Marquès de Palmerola, 17, la Gleva                                 | 42° 00′ 12″ N, 2° 14′ 24″ E / 42.00347°N,2.23988°E   | IPA-23083     | Renart (les Masies de Voltregà) · Vegeu més fotos d'aquest monument · Carregueu una nova foto d'aquest monument                                      |
| Casa a la plaça Nova, 6                     |              | Obra popular XVIII                              | Les Masies de Voltregà Pl. Nova, 6 (enderrocat)                                              | 42° 00′ 10″ N, 2° 14′ 30″ E / 42.002821°N,2.241668°E | IPA-23084     | Carregueu una nova foto d'aquest monument |
| Casa al carrer Marquès de Palmerola, 15     |              | Obra popular XVIII, XX                          | Les Masies de Voltregà C. Marquès de Palmerola, 15, la Gleva                                 | 42° 00′ 12″ N, 2° 14′ 24″ E / 42.00342°N,2.23996°E   | IPA-23086     | Casa al carrer Marquès de Palmerola, 15 (les Masies de Voltregà) · Vegeu més fotos d'aquest monument · Carregueu una nova foto d'aquest monument     |
| Casa al carrer Marquès de Palmerola, 21     |              | Obra popular XVIII                              | Les Masies de Voltregà C. Marquès de Palmerola, 21, la Gleva                                 | 42° 00′ 13″ N, 2° 14′ 23″ E / 42.00349°N,2.23981°E   | IPA-23088     | Casa al carrer Marquès de Palmerola, 21 (les Masies de Voltregà) · Vegeu més fotos d'aquest monument · Carregueu una nova foto d'aquest monument     |
| Casa al carrer Marquès de Palmerola, 25     |              | Obra popular XVIII                              | Les Masies de Voltregà C. Marquès de Palmerola, 25, la Gleva                                 | 42° 00′ 13″ N, 2° 14′ 23″ E / 42.00356°N,2.2396°E    | IPA-23089     | Casa al carrer Marquès de Palmerola, 25 (les Masies de Voltregà) · Vegeu més fotos d'aquest monument · Carregueu una nova foto d'aquest monument     |
| Casa al carrer Marquès de Palmerola, 29     |              | Obra popular XVIII                              | Les Masies de Voltregà C. Marquès de Palmerola, 29, la Gleva                                 | 42° 00′ 13″ N, 2° 14′ 22″ E / 42.00367°N,2.23943°E   | IPA-23090     | Casa al carrer Marquès de Palmerola, 29 (les Masies de Voltregà) · Vegeu més fotos d'aquest monument · Carregueu una nova foto d'aquest monument     |
| Casa al carrer del Marquès de Palmerola, 31 |              | Obra popular XIX                                | Les Masies de Voltregà C. Marquès de Palmerola, 31, la Gleva                                 | 42° 00′ 14″ N, 2° 14′ 22″ E / 42.0038°N,2.23938°E    | IPA-23091     | Casa al carrer del Marquès de Palmerola, 31 (les Masies de Voltregà) · Vegeu més fotos d'aquest monument · Carregueu una nova foto d'aquest monument |
| Casa al carrer Marquès de Palmerola, 35     |              | Obra popular XVIII                              | Les Masies de Voltregà C. Marquès de Palmerola, 35, la Gleva                                 | 42° 00′ 14″ N, 2° 14′ 22″ E / 42.00392°N,2.23937°E   | IPA-23092     | Casa al carrer Marquès de Palmerola, 35 (les Masies de Voltregà) · Vegeu més fotos d'aquest monument · Carregueu una nova foto d'aquest monument     |
| Creu de terme                               |              | Obra popular XX Mitjan                          | Les Masies de Voltregà Davant del Santuari de la Gleva                                       | 42° 00′ 12″ N, 2° 14′ 26″ E / 42.003289°N,2.240688°E | IPA-23093     | Creu de terme (les Masies de Voltregà) · Vegeu més fotos d'aquest monument · Carregueu una nova foto d'aquest monument                               |
| Casa Diocesana d'Espiritualitat             |              | Obra popular XX                                 | Les Masies de Voltregà Pl. del Santuari                                                      | 42° 00′ 13″ N, 2° 14′ 25″ E / 42.00368°N,2.24041°E   | IPA-23094     | Casa Diocesana d'Espiritualitat (les Masies de Voltregà) · Vegeu més fotos d'aquest monument · Carregueu una nova foto d'aquest monument             |
| Sant Esteve de Vinyoles d'Orís              |              | Romànic X-XII, XVII                             | Les Masies de Voltregà Pl. Mossèn Jacint Verdaguer, Vinyoles                                 | 42° 02′ 32″ N, 2° 13′ 49″ E / 42.042203°N,2.230324°E | IPA-33540     | Sant Esteve de Vinyoles d'Orís (les Masies de Voltregà) · Vegeu més fotos d'aquest monument · Carregueu una nova foto d'aquest monument              |
| Església de Sant Martí Xic                  |              | Romànic XI-XII                                  | Les Masies de Voltregà El Pou                                                                | 42° 00′ 39″ N, 2° 12′ 22″ E / 42.01074°N,2.20607°E   | IPA-39778     | Església de Sant Martí Xic (les Masies de Voltregà) · Vegeu més fotos d'aquest monument · Carregueu una nova foto d'aquest monument                  |
| Forn de calç de Sant Llúcia                 |              | Obra popular                                    | Les Masies de Voltregà                                                                       |                                                      | IPA-40806     | Carregueu una nova foto d'aquest monument |
| Molí de Torroella                           |              | Obra popular                                    | Les Masies de Voltregà                                                                       | 41° 59′ 14″ N, 2° 14′ 50″ E / 41.987353°N,2.247098°E | IPA-40807     | Carregueu una nova foto d'aquest monument |
| Molí de Sorribes                            |              | Obra popular XVIII-XIX                          | Les Masies de Voltregà                                                                       | 41° 59′ 03″ N, 2° 14′ 35″ E / 41.98424°N,2.24296°E   | IPA-40808     | Carregueu una nova foto d'aquest monument |
| Torre de telegrafia de la Gleva             |              | XIX                                             | Les Masies de Voltregà A prop del Santuari de la Mare de Déu de la Gleva                     | 42° 00′ 15″ N, 2° 14′ 20″ E / 42.004246°N,2.238888°E | IPA-48913     | Torre de telegrafia de la Gleva (les Masies de Voltregà) · Vegeu més fotos d'aquest monument · Carregueu una nova foto d'aquest monument             |
| Font del Roser                              |              | Obra popular XVIII                              | Les Masies de Voltregà Camí de Serratosa, paratge Font del Roser                             | 42° 01′ 17″ N, 2° 12′ 58″ E / 42.021262°N,2.215998°E | IPA-49002     | Font del Roser (les Masies de Voltregà) · Vegeu més fotos d'aquest monument · Carregueu una nova foto d'aquest monument                              |
| Pou de gel de la Teuleria de Casanovas      |              | Obra popular                                    | Les Masies de Voltregà Camí a la Teuleria de Casanovas, a un costat de la riera de Talamanca |                                                      | IPA-49091     | Carregueu una nova foto d'aquest monument |